# Cobubatha bipars
Cobubatha bipars là một loài bướm đêm trong họ Noctuidae.